# Salon Frédéric Chopin
De Salon Frédéric Chopin is een museum in het 4e arrondissement van Parijs. De Salon maakt onderdeel uit van de Poolse bibliotheek op het Île Saint-Louis.
Het is gewijd aan de Poolse componist Frédéric Chopin (1810-1849) die sinds circa 1830 hoofdzakelijk in Frankrijk woonde. Er wordt een portret van hem gegeven en van personen uit zijn omgeving, zoals Julien Fontana, Wojciech Grzymała en Georges Sand.
Het toont allerlei persoonlijke voorwerpen, zoals handschriften, brieven, partituren, foto's, schilderijen, een piano van de bouwer Ignaz Pleyel uit 1845 en verschillende meubels van zijn laatste jaren in het appartement aan de place de Vendôme. Ook is zijn dodenmasker te zien en een gipsafdruk van zijn linkerhand van de kunstenaar Auguste Clésinger.